# Sirnitz-Sonnseite
Sirnitz-Sonnseite je naselje v Občini Albeck v Okraju Trg na Koroškem v Avstriji.